# Buzançais

Buzançais este o comună în departamentul Indre, Franța. În 1 ianuarie 2022 avea o populație de 4.431 de locuitori.